# Pseudogaurax seguyi
Pseudogaurax seguyi är en tvåvingeart som beskrevs av Curtis W. Sabrosky 1990. Pseudogaurax seguyi ingår i släktet Pseudogaurax och familjen fritflugor.
Artens utbredningsområde är Kongo. Inga underarter finns listade i Catalogue of Life.